# Abdul Ali Mazari

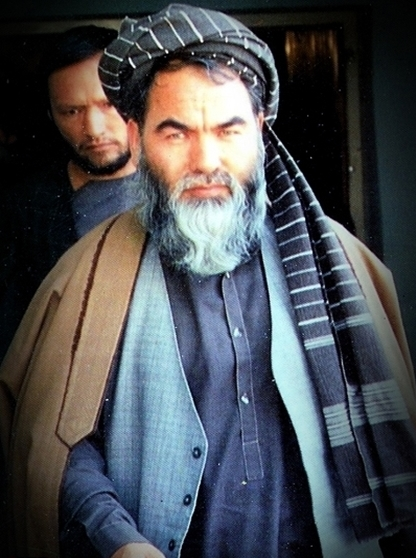
Abdul Ali Mazari

Abdul Ali Mazari, född 5 juni 1946, död 13 mars 1995, var ledare för det afghanska partiet Hezb-e Wahdat, som huvudsakligen samlar den shiamuslimska hazariska folkgruppen. Han dödades av talibanerna 1995 och betraktas av många hazarer som en martyr med hedersnamnet "Father of Hazara nation".
Mazari föddes i en by i provinsen Balkh i norra Afghanistan. Han studerade vid religiösa skolor i Mazar-e-Sharif och i Iran och Irak. Efter Sovjetunionens invasion av Afghanistan 1979 bildade han det shiitiska partiet Nasr, och när nio shiapartier slogs ihop till Hezb-e Wahdat blev han dess ledare.
Hezb-e Wahdat var under Mazaris ledning en av de grupper som gemensamt kallas mujaheddin och som bekämpade och slutligen besegrade de sovjetiska invasionsstyrkorna. Efter den sovjetstödda regeringens fall 1992 utbröt ett inbördeskrig mellan olika mujaheddingrupper, med skiftande allianser. I januari 1994 allierade sig Mazari med Gulbuddin Hekmatyar och Abdul Rashid Dostum mot den svaga men internationellt erkända regering som leddes av Burhanuddin Rabbani. När talibanerna började växa och inta allt större delar av landet försökte han utan framgång att undvika militär konfrontation.
Mazari tillfångatogs och dödades av talibanerna 1995 och hans kropp kastades från en helikopter i närheten av Ghazni. Han begravdes i Mazar-e-Sharif. I mars 2016 blev han av Afghanistans president Ashraf Ghani postumt tilldelad hederstiteln "Martyr of National Unity" med hänvisning till att han hade arbetat för en fredlig lösning på konflikterna i landet. Omedelbart efter sitt maktövertagande i augusti 2021 sprängde talibanerna en staty av Abdul Ali Mazari i Bamiyan.